# 千葉直貴
千葉 直貴（ちば なおき）は、日本のテーブルトークRPG作者（ゲームデザイナー）・ライター。神奈川県出身。
第8回ゲーム・フィールド大賞にてTRPG「GUNBLADE」により入選。この作品をデベロップした「ガンメタル・ブレイズ」が2009年にエンターブレインより発売され、初の商業作品となった。
本人が『ガンメタル・ブレイズ』のあとがきで述べるところによれば、元ロックミュージシャンである。
2009年12月、F.E.A.R.の内部調査により『ガンメタル・ブレイズ』にウィキペディアからの不適切な再利用が行なわれていたと判明した、との発表があった。これに伴い、関連企業と千葉本人よりの謝罪文が発表され、状況が何らかの進展をするまで同ゲームに関する商業活動を自粛することが発表された。

## 作品リスト
- ガンメタル・ブレイズ （F.E.A.R.と共著）ISBN 978-4757747951
  - ガンメタル・ブレイズ　リプレイ　セイント・アンガー